# Сорта можжевельника обыкновенного
Сорта можжевельника обыкновенного (Juniperus communis)
Среди специалистов по декоративным хвойным за многие десятилетия выработана система классификации обширного сортового ассортимента по величине ежегодного прироста. Такой способ деления даёт хорошее представление о том, каким станет растение через некое определённое время. Выделяют 5 групп:
- Полнорослые. Прирост составляет более 30 см/год, размер в 10 лет — более 3 м.
- Среднерослые и полукарликовые (semidwarf). Прирост — 15—30 см/год.
- Карликовые (dwarf). Прирост — 8—15 см/год.
- Миниатюрные (mini). Прирост — 3—8 см/год.
- Микроскопические (micro). Прирост — менее 1—3 см/год[1].

Отдельной группой сортов, являются формы с нерегулярной формой роста, сюда входят сорта с плакучими ветвями. Отсутствие лидирующего верхушечного побега приводит к разнонаправленному росту кроны. Часто у этих форм, путём подвязки к вертикальной опоре, создаётся искусственный лидер позволяющий наращивать растение до нужной высоты. Использование хвойных с нерегулярной формой роста в ландшафтном дизайне представляет определенные проблемы, так как неорганизованная форма в окружающем её ландшафте может выглядеть неуместно. Тем не менее такие сорта приковывают внимание, что может быть эффектно использовано в дизайне.

## A
- 'Agnieszka' — почвопокровный сорт, выведенный Яном Грабчевским в собственном питомнике. Похож по форме на Juniperus sabina f. tamariscifolia, но с более голубой густой хвоей. В возрасте 10 лет достигает высоты 0,2 м и ширины 1,5 м. Ветви нежные, стелющиеся, слегка приподняты на концах. Хвоя в виде мелких иголок и чешуек, серо-зелёная. Нетребователен к почвам и влажности, хорошо растёт на солнечных местах. Климатическая зона 4. Рекомендуется для небольших участков.
- Alpine Carpet™ ('Mondap') — карликовая форма с густой распростёртой кроной, до 20 см в высоту, 0,9—1,2 м в ширину. Листва тёмная сине-зелёная[3][4].
- 'Amidak' — синоним 'Blueberry Delight'[5].
- 'Anna Maria' — карликовая медленнорастущая форма в виде приплюснутого шара. Высота от 0,2 до 0,5 м. В возрасте 10 лет высота растений около 0,3 м, а ширина около 0,4 м в диаметре. Побеги тонкие, приподнятые. Хвоя мелкая, зелёная. Климатическая зона 6а[6]. Сорт выведен Яном Грабчевским в питомнике Грабчевских (Польша). Название дано в честь дочери селекционера[7].
- 'Arnold' — узкоколонновидная, компактная, медленнорастущая форма. Высота взрослых растений от 1 до 2 м. Ежегодный прирост около 10 см. Побеги вертикальные. Иглы короткие, зелёно-серые, иногда голубовато-зелёные, колючие. Предпочитает солнечные места[4][5][8].
- Aurea Group. Некоторые источники выделяют группу в которую входят следующие сорта: 'Variegata Aurea', f. aurea, 'Aurea'. Крона вертикальная. На молодых побегах хвоя жёлтая, позже зеленеет[5].
- 'Aureovariegata'. Медленно растущая форма. Молодая хвоя пёстрая, жёлтая с зелёным, позже более зелёная[5].
- 'Arnold Sentinel'
- 'Ashfordii' — крона плотная, столбчатой формы[5].
- 'Aureospica'. Синоним Juniperus communis var. depressa[9].
 Канада, восточная часть Северной Америки. Форма широкоплоская, стелющаяся, сучья приподнятые. Старые растения достигают высоты 1 метр. Иголки короче и шире, чем у Juniperus communis subsp. communis var. canadensis[10].

## B
- 'B 2' — крона узкая и очень плотная (высота 2,5—3 м, ширина 20—30 см). Шведская селекция «Holder Iensen»[10].
- 'Bakony' — коническая, компактная форма[11]. Высота до 2,5 м, ширина около 0,5 м. Считается более зимостойкой, чем сорт 'Hibernica'[5].
- 'Barton'. Высота взрослых растений около —90 см, ширина около 150 см. Хвоя светло-серо-зелёная с крапинами[5].
- 'Berkshire' Welch, 1979. Обнаружен в Монтане. Медленно растущая подушковидная форма. Хвоя сине-зелёная, с эффектными и яркими серебряными линиями. Похож на Juniperus squamata 'Blue Star', хорошо подходит для небольших альпинариев[5].
- Blueberry Delight™ ('AmiDak'). Форма Juniperus communis subsp. dressa. Крона около 30 см в высоту и 1,5 м в ширину, иголки тёмно-зелёные[3] с контрастной серебристо-голубой линией на верхняя поверхности. Один из немногих сортов сохраняющих хорошую зимнюю окраску хвои.
- 'Blue Stripe'. Медленно растущая, подушковидная форма. Высота 45—60 см, ширина 45—152 см. Хвоя колючая, тёмно-сине-зелёная с синими полосками. Зоны зимостойкости: от 3 до 7[12].
- 'Barmstedt' — очень узкая, колонновидная и медленнорастущая форма[13].
- 'Barton'
- 'Berkshire' — карликовая и медленнорастущая, подушкообразная форма. Иголки голубоватые. Используется в альпинариях. Селекция — дендрарий Арнольда (США)[14].
- 'Blaue Wildform' — форма с иглами сизого цвета. Может выдерживать до −40 °C. Подвержена грибковым заболеваниям[15].
- 'Blue Fox' — распростёртая форма с листвой сине-зелёного цвета[16].
- 'Blue Stripe' — карликовая форма. Высота 0,3—0,6 м, ширина 0,3—1,5 м. Хвоя голубовато-зелёная. Климатическая зона: 3—7[17].
- 'Bruns' (syn.: 'Obergaertner Bruns'[5]). Колонновидная форма, найденная в Швеции. Введена в культуру питомником Timma в Германии. Внешний вид такой же, как у 'Suecica', ветви светло-коричневые, более рыхлые. Высота 2—3 м. Иголки сине-зелёные, мутовчатые (по 3), на 6—8 мм удалены друг от друга, на главных побегах иногда на 15—18 мм, до 15 мм длиной и 1,5 мм шириной, сверху вогнутые, снизу отчетливо килеватые и светло-зеленые, блестящие. Отличается очень высокой сопротивляемостью ржавчине. Растёт довольно быстро, принимает форму колонны, с возрастом слегка расширяющиеся в верхней части. Посадку рекомендуется осуществлять в хорошо освещённых местах[18][19].
- 'Brynhyfryd Gold' — медленно растущая, конусовидная форма.

## C
- 'Canadensis Aurea'. Форма Juniperus communis subsp. depressa. Низкая, распростёртая форма, молодая хвоя золотисто-жёлтая[5].
- 'Candelabrica'. Высота 3—4 м, крона пирамидальная, веточки часто поникшие[5].
- 'Candelabriformis' — плакучая форма, высота взрослых растений около 250 см[20].
- 'Carpet'
- 'Clywd'
- 'Cracovica' — быстро растущая форма с горизонтально простёртыми ветвями[10] (концы ветвей свисают[19]) и кеглевидной кроной, хвоя короткая, светло-зелёная. Найдена под Краковом до 1858 года[10].
- 'Columnaris' — форма кроны кеглевидная, согласно другому источнику колонновидная. В культуре известна с 1929 года. Высота взрослых растений до 1,5—2 м, ширина около 30 см, вершина тупая, согласно другому источнику высота — 2—3 м. Верхушки побегов приподнимающиеся вверх. Побеги покрыты короткой хвоей, имеющей сверху голубовато-белые полоски, а снизу голубовато-зеленые. Сходна с 'Pyramidalis'. От формы 'Compressa' отличается более быстрым ростом и значительной устойчивостью к заморозкам. Размножают черенками (36 %). Рекомендуется для выращивания в контейнерах, для каменистых садов, групповых посадок.[5][16][19].
- 'Compacta'
- 'Compressa' — низкорослая, карликовая, медленно растущая форма с узко-колонновидной кроной, высота до 1,2 м (обычно 50—70 см)[10]. Ветви плотно прижатые[19]. Годовые побеги 3—6 мм длиной, светло-зелёные. Происхождение неизвестно. В культуре с середины XIX века. Зимостойкость низкая[10]. Климатическая зона: 3—6[17].
- 'Conspicua'. Высота 3—5 м[16].
- 'Constance Franklin' E.C. Franklin, 1982. Побеговая мутация 'Hibernica'. Отдельные побеги с кремово-белой хвоей[5].
- 'Controversa'. Столбчатая форма с плотной кроной. Хвоя сине-зелёная[5].
- Copper Delight™ ('Reedak') Dale Herman, 2002. Подушковидная форма. Высота 38—55 см, ширина больше высоты. Хвоя светло-зелёная, зимой медно-бронзового цвета[5].
- 'Corielagan' — ползучая форма, может достигать высоты 25 см. Хвоя серо-голубовато-зелёная[5][21].
- 'Corriegon'
- 'Cracovia' — крона узкая, коническая, вырастает до 3 м, ветви подняты вверх. Иглы до 1 см длиной[16].
- 'Cracovica' (syn.: Можжевельник обыкновенный краковский[22], J. c. f. cracovica Gord.[22]). Широкопирамидальная форма, ветви расположены горизонтально. Хвоя светло-зелёная, короче, чем у формы типичной для вида. В прошлом веке использовалась в одиночных и групповых посадках на западе лесной зоны Европейской части СССР[22].

## D
- 'Dayii'
- 'Délibáb'
- 'Depressa' — карликовая, распростёртая форма. Высота кроны до 0,2—0,7 м, ширина до 3 м. Иглы острые, сине-зелёные, длиной 15 мм. Плоды 6-9 мм[16].
- 'Depressa Aurea' — синоним Juniperus communis var. depressa[9]. Согласно другому источнику: карликовая, кустарниковая форма с приподнятыми ветвями. Иголки у основания ветвей жёлтые, концы побегов коричневато-жёлтые. Склонна к отмиранию ветвей[10]. До 50 см высотой и 2 м в диаметре[18].
- 'Depressa Star' — синоним Juniperus communis var. depressa[9]. Карликовая распростёртая форма. Старые растения имеют крону вазообразной формы[5].

LL: 5-10 см
LC: зелёный, загара зимой
Eval: это, вероятно, лучший клон подвида depressa группа для общего использования.
- 'Depressa Vase-Shaped'
- 'Depressed Star' — карликовая форма. Иголки бледно-зелёные[16].
- 'Derrynane'. Очень похож на сорт 'Repanda'[5].
- 'Dumosa'. Карликовая форма Juniperus communus subsp. depressa. Высота 80—100 см[5].

## E
- 'Echiniformis' — небольшой шаровидный кустарник с густыми, короткими побегами и очень густой тёмно-зелёной хвоей. Иголки около 3 мм длиной[16]. В ГБС с 1976 г., в 14 лет высота 2,0 м, диаметр кроны 140 см. Не пылит. Размножают черенками. Зимостойкость высокая. Укореняется 48 % зимних черенков, обработанных 0,01%-ным раствором ИМК в течение 24 ч[19].
- 'Edgbaston'.
- 'Effusa' — стелющаяся форма. Высота куста до 0,3 м, ширина до 1,8 м. Иголки тёмно-зелёные. Климатическая зона: 3—7[17]. Очертания кроны округлые. Сходен с формой 'Repanda', но в отличие от него имеет более восходящие побеги[5]. Климатическая зона: 2—7[23].
- 'Ellis'. Карликовая, вазообразная форма похожая на 'Depressed Star'. Отличается более прямыми веточками на вершине и более светлой хвоей[5].
- 'Elongata'
- 'English Form'
- 'Erecta' (syn.: J. communis hibernica erecta, 'Hibernica Erecta') — крона колоннообразная, похожа на 'Hibernica', но несколько тоньше. Ветви прямые. Иголки 8×1 мм. Известна с 1896 года[10].

## F
- 'Fastigiata'
- 'Fontaen' — раскидистый кустарник неправильной формы, высотой до 300 см[24].

## G

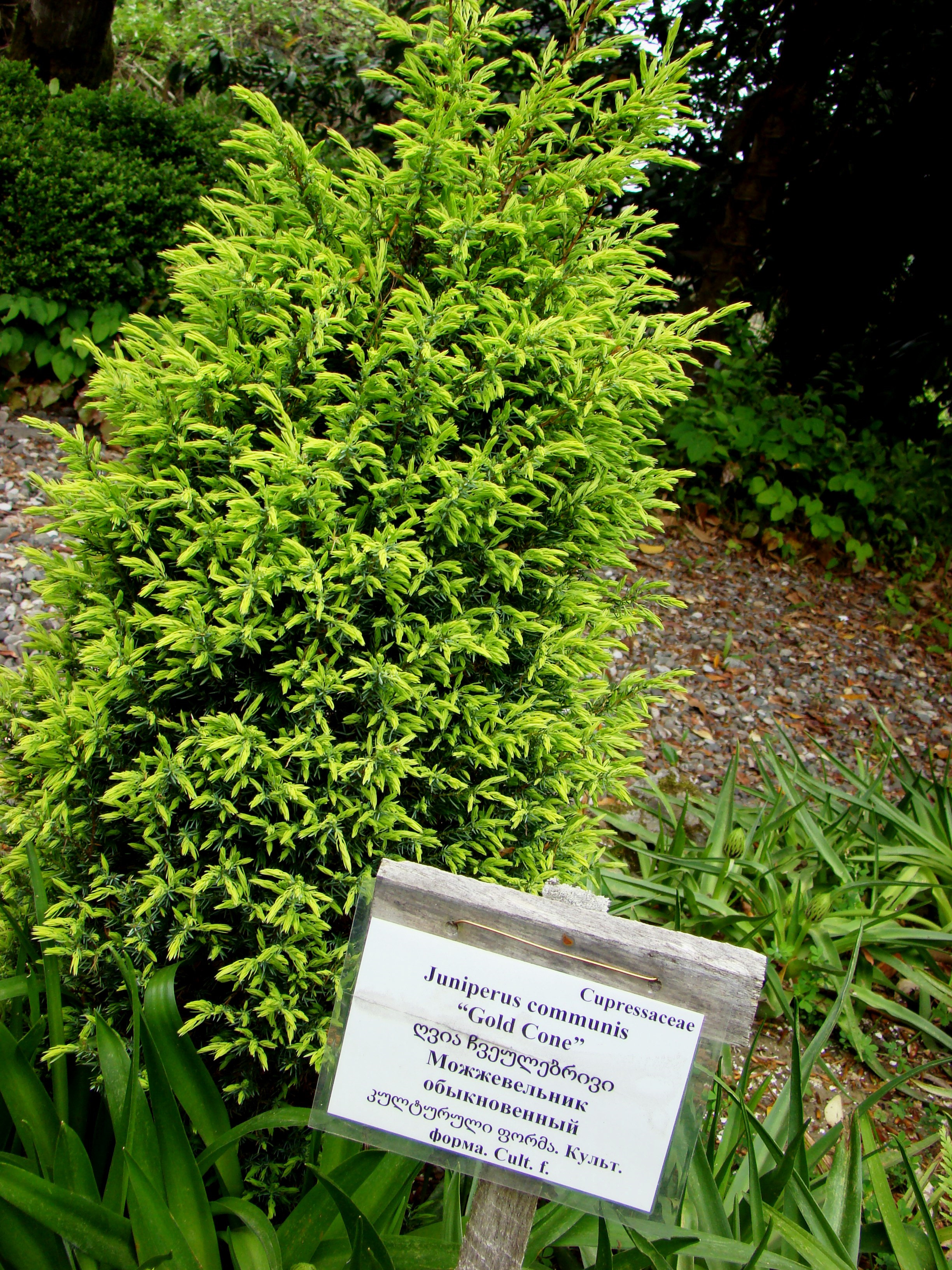
Juniperus communis 'Gold Cone'

- 'Gimborn'. Распростёртая форма[5].
- 'Globus'
- 'Gnome'. Столбовидная, медленно растущая форма с плотной кроной. Хвоя серо-зелёная[5].
- 'Gold Beach'. жёлто-золотистая стелющаяся по земле карликовая форма. Предположительно более медленно растущая, чем 'Depressa Aurea'. К десятилетнему возрасту достигает высоты 15 см, ширина около 60 см. Обнаружена в арборетуме Арнольда в середине XX века[5][10].
- 'Gold Cone' (syn.: 'Suecica Aurea'[4]) — медленнорастущая коническая форма. Высота десятилетних растений 0,9—2,17 м. Взрослые растения высотой до 4 м. Растет медленно, не более 10 см в год и к 10 годам достигает как правило 60 см в высоту. Побеги прямые. Иголки колючие, весной жёлто-зелёные, к зиме темнеют до жёлто-коричневого. Светолюбива. На солнце имеет более яркую окраску, но выносит небольшое затенение. Морозостойкость высокая. Зоны морозостойкости: 4—7. Введена в культуру в Германии, в 1980 году. Хорошо переносит стрижку[17][25]. Согласно некоторым источникам синонимом 'Gold Cone' является 'Suecica Aurea'[16][19].
- 'Gold Coin'
- 'Gold Machangel' (syn.: 'Schneverdinger Goldmachangel' [4])
- 'Golden Juniper'
- 'Gold Schnapps'. Вертикальная форма. Хвоя желтоватая[5].
- 'Golden Schnapps' (syn.: 'Schneverdinger Goldmachangel' [4])
- 'Golden Showers' (syn.: 'Schneverdinger Goldmachangel' [4], 'Golden Shower'). Пирамидальная, плотная форма. На молодых побегах хвоя жёлтая, позже зеленеет. Зимой хвоя бронзово-жёлтая[5].
- 'Golden Totem Pole'. Высота 3—3,6 м, ширина 0,3—0,9 м. Годовой прирост 5—7 см. На молодых побегах хвоя жёлтая[5].
- 'Graciosa' — кустарниковая форма с нежными побегами. Молодая кора светло-коричневая. Иголки тонкие 5—10 мм длиной, светло-зелёные, сверху с голубоватыми линиями, острые. Селектирована в середине XX века[10].
- 'Grayi'. Плотная узко-столбчатая форма. Высота 2—3 м[5].
- 'Green Carpet' — подушкообразная карликовая форма, сходная с формой 'Repanda', но более низкая. Хвоя зелёная[16][26]. Высота 10—15 см[5]. Выдерживает морозы до −40 °C[27].
- 'Greenmantle' — карликовая, подушкообразная форма с зелёной хвоей[16].
- 'Grinden'

## H

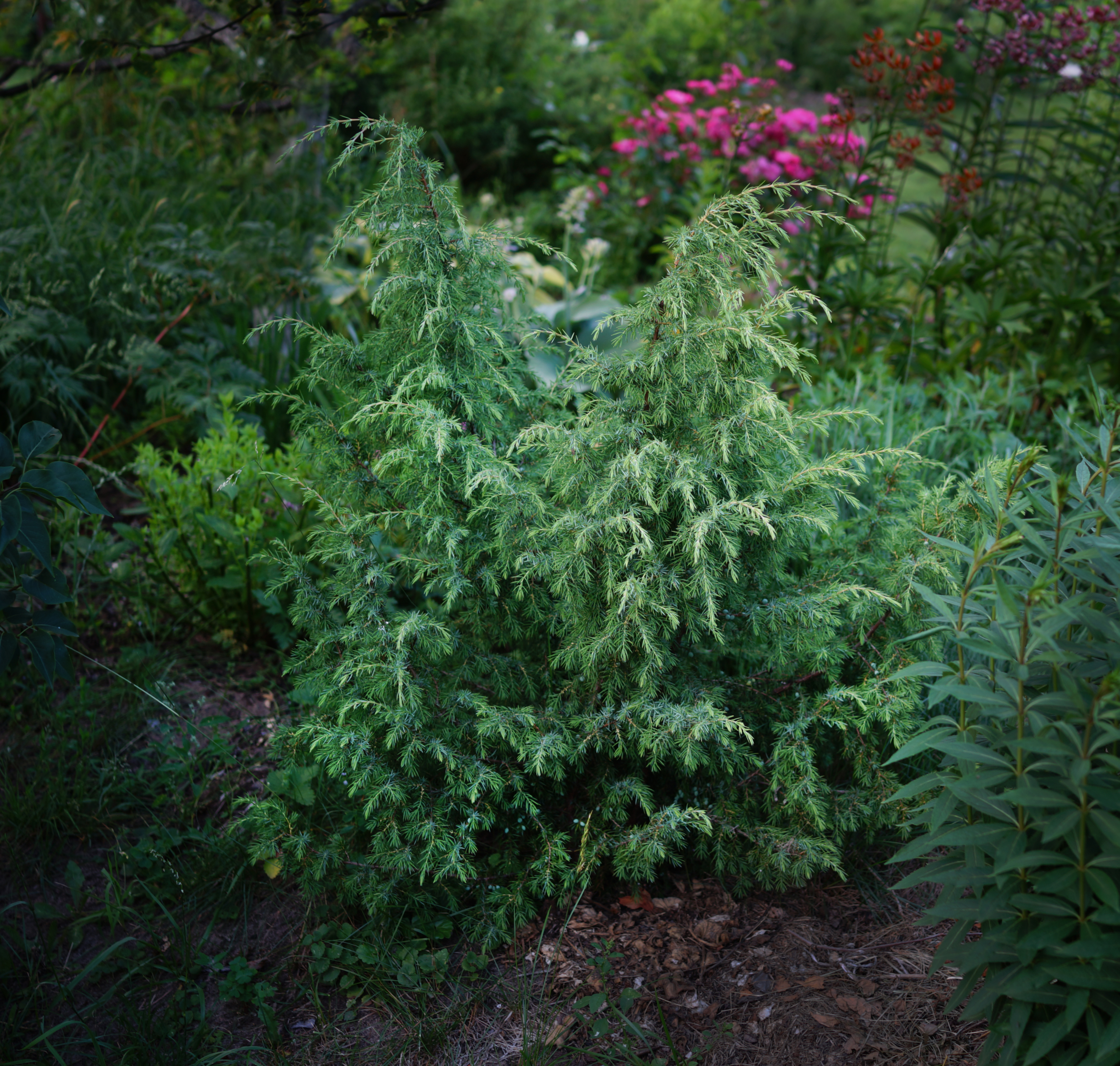
Juniperus communis 'Horstmann'

- 'Haverbeck'
- 'Heidegeist'. Столбчатая форма, с несколько не плотной внешней частью кроны. Хвоя серебристо-серо-зелёная[5].
- 'Hemispherica'. Карликовая, полушаровидная форма Juniperus communis var. montana[5].
- 'Hemisphaerica'
- 'Hemsen'
- 'Hibernica' (syn.: Можжевельник обыкновенный пирамидальный[22], J. c. f. hibernica Gord.[22], 'Stricta'[4][5]) — кустарник с узко-пирамидальной или колонновидной кроной. Ветви восходящие, концы прямые. Иголки с обеих сторон голубовато-зелёные, 5—7 мм шириной неожиданно острозаострённые (но в отличие от 'Suecica' не колючими)[10]. Цвет хвои зимой не меняется[22]. Происходит из Ирландии[10]. До 4—8 м высотой[22]. Культивируется с XIX века. В центральной и восточной Польше чувствительны к зимнему пересыханию. = Juniperus communis 'Stricta'[16]. Выдерживает заморозки до −17 °C[28]. Встречается в парках Украины (Киев, Мукачево, Ужгород, Одесса) и Прибалтики (Калининград, Рига), применяется в лесной зоне России[22].
- 'Hibernica Aurea'. Мутация 'Hibernica'[4].
- 'Hibernica Erecta' — синоним 'Erecta'[5].
- 'Hibernica Fastigiata'
- 'Hibernica Gelbbunt'
- 'Hibernica Stricta'
- 'Hibernica Variegata'
- 'Hils Freiburg'
- 'Hornibrook’s Gold'
- 'Hornibrookii'(syn.: 'Prostrata'[5]) — карликовая ползучая форма, ширина кроны до 2 м, высота 0,5 м. Ветви ползучие со слегка приподнятыми концами, блестящие, тёмно-коричневые. Иголки расположены очень плотно, 5—6 мм длиной, колющиеся, сверху плоские с серебристо-белыми полосками, края светло-зелёные. Известна с 1923 г. Происхождение: Западная Ирландия, графство Колвей[10]. Предпочитает почвы богатые кальцием. Выдерживает морозы до −40 °C[29].
- 'Hornibrook’s Gold' M. van Kalveren & Son Boskoop Holland, 1979. Побеговая мутация 'Hornibrookii'[5].
- 'Horstmann' — раскидистая, плакучая форма из болотистых районов Германии. Ветви направлены вверх, на концах поникают[16]. В 10-летнем возрасте достигают высоты 150—250 см. Годовой прирост 15 см, хвоя зелёная, колючая. Предпочитает солнечные места, используется в одиночных посадках[19][30].
- 'Horstmann’s Pendula'
- 'Horstmann’s Special'
- 'How No.5.'
- 'Hulkjaerhus' — колоннообразная форма близкая 'Suecica'. Но молодые растения ниже и шире. Иголки более зелёные и менее колючие. Старые экземпляры от 'Suecica' трудноотличима. Выведена в Дании[10]. Выдерживает морозы до −40 °C. Высота взрослых растений 200—250 см. Иголки серо-зелёные, серо-голубые[31].
- 'Hungaria'

## I
- 'Inverleith'. Крона плотная, высота почти такая же, как ширина[5].

## J
- 'Jackii' — синоним Juniperus communis var. jackii[5].
- 'Jeddeloh'
- 'Jensen'. Ветви повисающие. Рост более энергичный чем у 'Pendula'[5].
- 'Jura'

## K
- 'Kalebab'. Крона конусовидная, рыхлая. Ветви прямые, поднятые, равномерно разветвлённые, концы свисающие. В течение весны и лета, хвоя имеет сочный желтовато-зелёный цвет. Осенью и зимой, хвоя приобретает оранжевый оттенок[32].
- 'Kantarell'
- 'Kenwith Castle'
- 'Kelleriis'. Форма Juniperus communus var. saxatilis. Хвоя желтоватая[5].
- 'Kenwith'
- 'Kiyonoi'. Медленно растущая, столбчатая форма. Веточки очень короткие. Воспринимается, как миниатюра 'Hibernica'. Хвоя тёмно-зелёная — гораздо темнее, чем у 'Hibernica'. В Японии считается более терпимым к тёплым местам произрастания, чем 'Hibernica'[5].
- 'Kizorio'

## L
- 'Laxa'. Компактная форма с яйцевидно-столбчатой формой кроны. Хвоя жёлто-зелёная[5].
- 'Lela'
- 'Lemon Spire'. Миниатюрная столбчатая форма напоминающая сорт 'Compressa'. Хвоя на молодых побегах желтоватая[5].
- 'Little Pyramid'. Миниатюрная столбчатая форма. Хвоя серебристо-зелёная[5].
- 'Loensgrab'. Высота около 65 см, ширина около 50 см. Ветви плотные, свисающие. Хвоя светло-зелёная[5].

## M
- 'Mayer' Erich Mayer, 1945 (syn.: 'Suecica Major', 'Meyer'). Германия. Широкопирамидальная форма, высотой до 3 м. Хвоя серебристо-зелёная. Около 1945 года выведена Эрихом Майером[5][10]. Выдерживает морозы до −40 °C. Светолюбивая форма[33].
- 'Mckay's Weeper' ('McKay's Weeper'). В возрасте 4 лет высота 50см, ширина 100 см. Хвоя серо-зелёная[5].
- 'Miniatur'
- 'Minima'. Карликовая форма Juniperus communus var. saxatilis. Высота 30—40 см. Веточки очень короткие. Хвоя очень изменчивая, длиной 4—10 мм[5].

## N
- 'Nana' (syn.: 'Saxatilis', 'Minima'). Карликовая форма высотой до 40 см[34].
- 'Nana Aurea' — карликовая стелющаяся форма, высота до 50 см. Иголки сверху с серебристо-белыми полосами и зелёным краем; снизу жёлто-золотистые до коричнево-жёлтых. Легко отличима от других форм. Известна с 1884 года[10].
- 'Nana Prostrata'
- 'Niagara'
- 'Niemannii'. Молодые приросты  красновато-коричневого цвета[5].
- 'Norwegen'. Узкоколонновидная форма. К 10-ти годам высота 90 см, ширина 25 см. Хвоя серебристо-голубовато-зелёная, к зиме цвета бронзы[35]. Сорт более энергичный чем 'Compressa'[5].
- 'Nutans'. Высота 1—1,5 м[5].

## O
- 'Obergaertner Bruns' — синоним 'Вruns'[5].
- 'Oblonga Pendula' — форма кроны широкая, прямая. Высота растений до 3—4 м. Сучья сначала прямые, в верхней части красиво свисающие. Веточки 10—20 см длиной, висячие. Иголки 15—20 мм длиной, тонкие, жёсткие, заострённые, колющиеся, сверху с отчётливыми устьичными каналами, снизу зелёные. Синоним 'Oblongopendula'. В культуре с 1898 г. Зимостойкость низкая[10]. Согласно другому источнику зоны морозостойкости от 3 до более тёплых[36][37]. В Ботаническом саду БИН с 1993 г[19].
- 'O’Donnell'

## P
- 'Paddos'
- 'Pannonia'
- 'Pencil Point' (syn.: Juniperus communis, 'Sentinel'[4][16]). Узкоколонновидная форма, с возрастом остаётся плотной, вершина часто заострённая.  Хвоя серебристо-голубовато-зелёная[5].
- 'Pendens'
- 'Pendula' — прямая неплотная форма. Ветви раскидистые, перегнутые, низко свисающие. Иголки 15—20 мм длиной, мутовчатые, далеко отстоят друг от друга. Синонимы: 'Reflexa', 'Reflexa pendula'. В культуре с XIX века[10].
- 'Pendula Aurea'. Форма кроны пирамидальная, ветви пониклые. Молодые побеги с золотисто-жёлтой хвоей[5].
- 'Pendulina'
- 'Pioneer' — карликовая, распростёртая форма из США. Высота до 0,3 м, ширина кроны до 0,9 м[3].
- 'Ploem'. Высота 3—5 м. Столбчатая, очень плотная, крона. Веточки короткие и плотно расположенные. Хвоя сине-зёленая[5].
- 'Prostrata' — синоним Juniperus communis var. depressa[9]. По другим данным синоним сорта 'Hornibrookii'[5]. Высота 20—30 см, ширина 150–200 cm. Сорт более энергичный, чем 'Hornibrookii'. Хвоя серебристо-зелёная, зимой коричневатая. Часто реализуется под названием 'Depressa'.

Найден Реттигом в 1894 году в горах недалеко от Йены (Германия).
- 'Prostrata Nana'
- 'Pyramidalis' — колоннообразная форма, похожа на 'Hibernica', но несколько шире и с менее голубыми листьями. Введена в культуру Г. Гессе в 1908 году в Германии[10]. Высота растений 3—5 м. Спрос на данную декоративную форму резко возрос к 40-м годам XX века. Её использовали для солитерных посадок и для создания небольших групп на газоне. В наши дни предпочтение отдано её более низкорослому клону, достигающему высоты 1,5—2 м. В молодом возрасте эффектна в рокариях[38].

## R
- 'Reflexa Pendula'
- 'Repanda' — круглая и плоская, карликовая, ползучая форма. Размеры до 1,5 м в ширину и 0,3 м в высоту. Ветви коричневые. Иголки 5—8 мм длиной, слегка загнуты внутрь, мягкие, не колючие, расположены вокруг ветви, сверху с серебристыми полосками, снизу зелёные. Происхождение — Ирландия. В продаже с 1934 года[10]. Выдерживает заморозки до — 34—40 °С[39].
- 'Repanda Aurea'
- 'Repanda Waddon Clone'
- 'Rom'
- 'Ronaldsay'
- 'Ruud' E. Ruud, 1977. Ветви длинные, плакучие. Лидер требует подвязки. Хвоя серебристо-зелёная[5].

## S

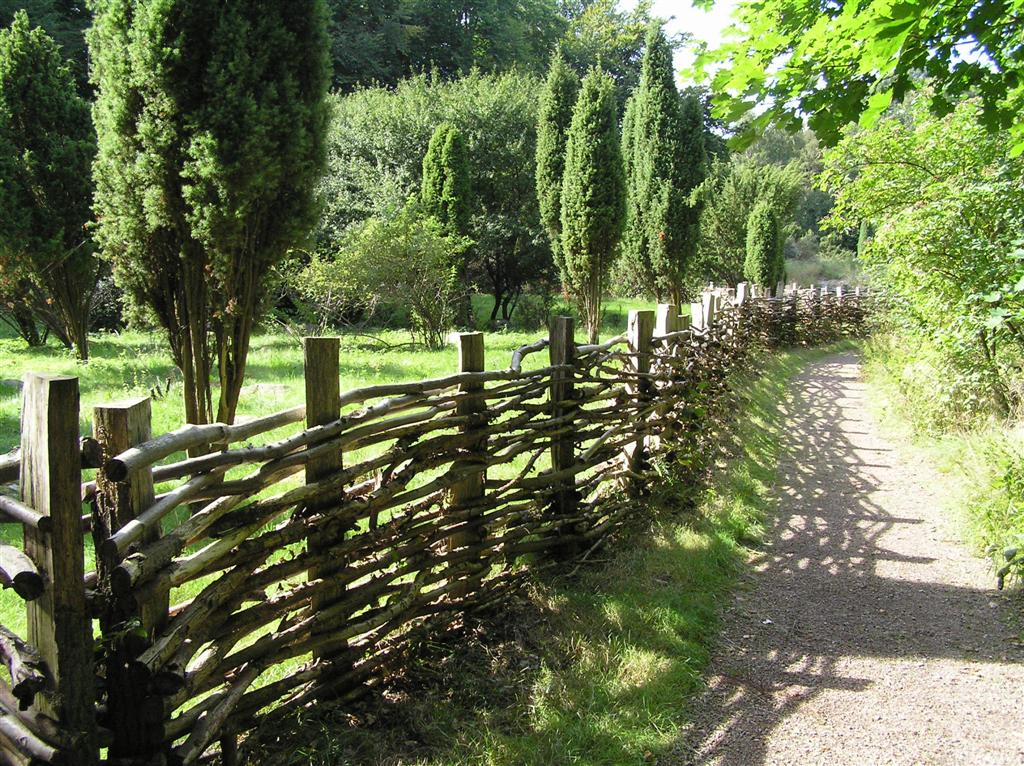
Juniperus communis 'Suecica'

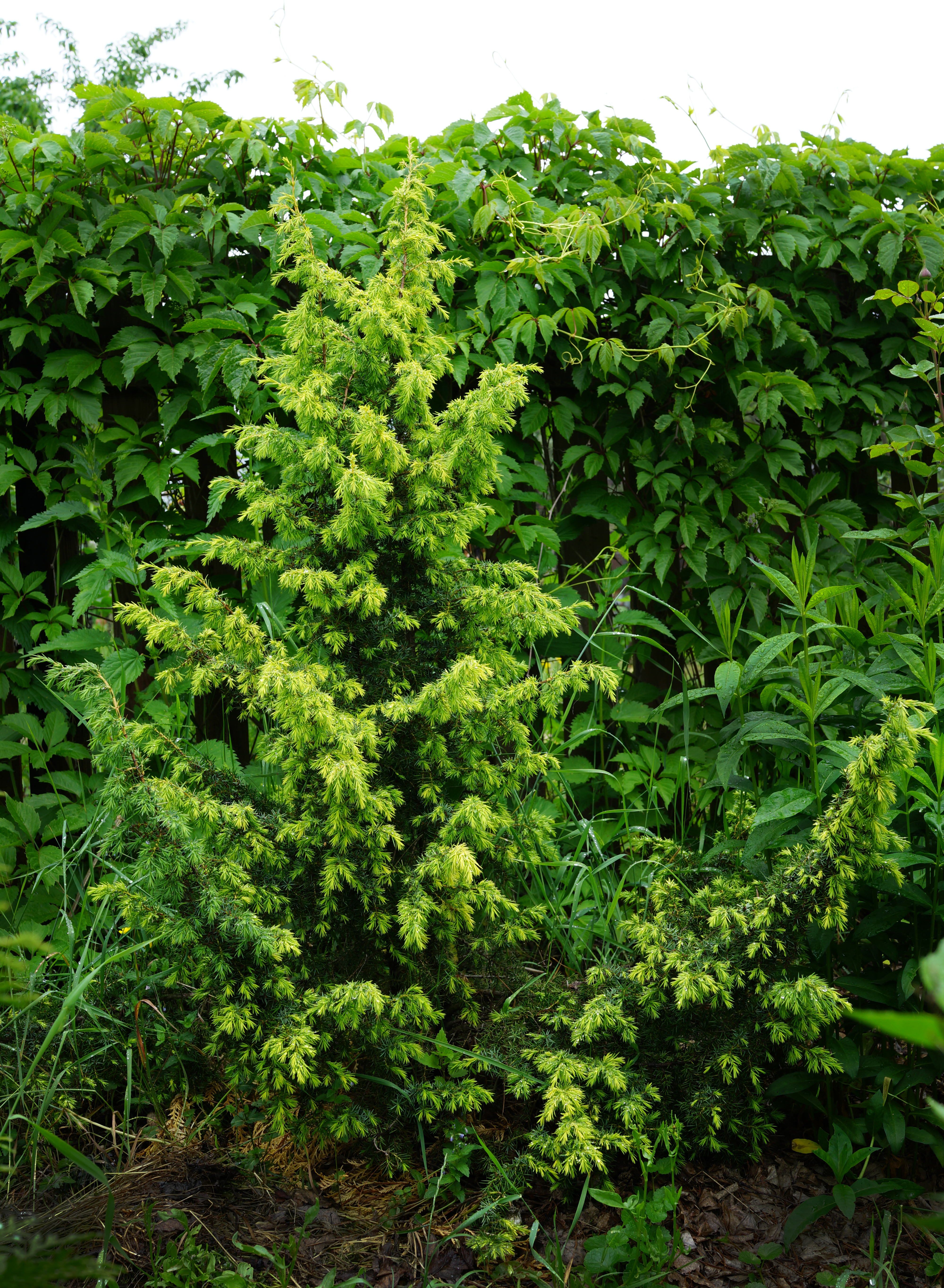
Juniperus communis 'Schneverdinger Goldmachangel'

- 'Salen'
- 'Saxatilis'. Синоним Juniperus communus var. saxatilis Pall.[5]
- 'Saxatilis Jeddeloh'
- 'Schneverdinger Goldmachangel' (syn.: 'Gold Machangel'[4]) — многоствольная широко-колонновидная форма с относительно рыхлой кроной. Высота взрослых растений до 250 см. Главные побеги прямые, боковые слегка отклонённые. Молодые растения могут обесцвечиваться в начале вегетации, но становятся зелёными к осени[16]. Молодые побеги с золотистой хвоей. Напоминает сорт 'Hibernica'[5]. Выдерживает заморозки до — 34—40 °С[40].
- 'Sentinel' — (syn.: Juniperus communis 'Pencil Point'[4]). Узкоколонновидная форма, в 10 летнем возрасте достигающая высоты 2 м. Ветви направлены вверх. Иголки голубовато-зелёные, колючие, 3—4 мм длиной и 1—2 мм шириной, почти треугольные в сечении[41]. Выдерживает заморозки до — 34—40 °С[42].
- 'Sibirica'
- 'Sentinel' Sheridan Nurseries, 1963 (syn.: 'Pencil Point'[4][5]) — мелкая и сильно заострённая, колоннообразная форма. Обнаружена до 1961 года в питомнике Шеридан в Канаде[10]. Высота взрослых растений около 3 м, ширина около 80 см. Годовой прирост 7—15 см. Хвоя сине-серебристо-зелёная. Выглядит, как более крупная и сильная вариация сорта 'Compressa'. Считается предпочтительнее 'Compressa', при выращивании в северных районах[5].
- 'Sieben Steinhauser' около 1980 (syn.: 'Siebben Steinhauser'[16]). Германия. В возрасте 10 лет высота около 80 см, ширина около 20 см. Крона узко-столбчатая, плотная. Хвоя яркая сине-серо-зеленоватая[5].
- 'Siebben Steinhauser' (syn.: 'Sieben Steinhauser'[4])
- 'Silver Lining'. Сорт Juniperus communus var. saxatilis[5]. Карликовая, ползучая форма. Иглы серебристо-зелёные, длиной около 8 мм[16]. Хвоя более длинная, чем у сходного сорта 'Hornibrookii'[5].
- 'Silver Mile' Hines Nurseries, около 1995 (syn.: 'Silver Miles'). Крона вазообразная (расширяется в верхней части). Хвоя серебристо-зелёная[5].
- 'Silver Mist'. Напоминает Juniperus conferta 'Silver Mist'[5].
- 'Siskiyou Mountains'
- 'Smith River' Smith River, около 1980. Хвоя от серебристо-серого до синеватого цвета[5].
- 'Soapstone' D.E. Coombe. Мужская, низкая, распростёртая форма. Сходен с 'Gew Glaze' (женская форма), но хвоя короче и окрашивается зимой в красно-бронзовые тона[5].
- 'Spotty Spreader'. Карликовая, ползучая форма. Сходна с 'Greenmound'[16]. Некоторые веточки с не яркими кремовыми пестринами[5].
- 'Sterling Silver' — медленнорастущая форма. Иглы толстые, с яркой серебряной полосой на внутренней стороне[16].
- 'Steingrund'
- 'Stricta' (syn.: 'Hibernica'[4][16]). Колонновидная форма.
- 'Suecica' (одна из форм Juniperus communis var. suecica Beissn.; М. о. шведский). Распространение в природе: север европейской части России, Скандинавский полуостров. Внешность в природе разнообразная, высотой до 8—12 м. Обычно колонновидная, многоствольная форма. Крона плотная. В возрасте 10 лет достигает 2 м высоты. Ветви прямые, концы побегов свисают. Хвоя светло-голубовато-зелёная, не колючая. Введен в культуру в 1970 г в Швеции. Годовой прирост в высоту 10—15 см, в ширину около 5 см[43]. В ГБС с 1947 года. В 13 лет высота 2,4 м, диаметр кроны 180 см. Пылит с 10 лет, нерегулярно. Семян завязывается мало, созревают они в конце октября или в начале ноября. Зимостойкость высокая. Засухоустойчив. Жизнеспособность семян 12 %. Укореняется 36 % зимних черенков без обработки. В Норвегии из дикорастущих растений выведены 5 клонов: «Еric» (крона сигарообразная), «Вukken Bruce» (крона копьевидная), «Larvehaetta» (крона вазообразная), «Оkseladden» (крона узкоколонноовидная), «Smorbakk» (многоствольный кустарник с вертикальной формой роста). Они описаны О. Рейзаэттером[19].
- 'Suecica Aurea' (syn.: 'Gold Cone'[4][5]) — молодые растения жёлтые, позже жёлто-зелёные. Найдена Г. Хорстманном, Шневердинген[10]. Столбчатая форма. = 'Gold Cone'[16].
- 'Suecica Nana' (syn.: 'Columnaris'[10]). Некоторые авторы считают, что под видом 'Suecica Nana' иногда реализуется 'Columnaris'[5]). В культуре с 1929 года/ Одна из форм Juniperus communis var. suecica Beissn. (М. о. шведский). Узкая и светлая колоннообразная карликовая форма (напоминает 'Compressa'). 1—1,5 м в высотой, 0,3 м шириной. Ветви приподнятые. Иголки короткие, сверху с голубовато-белыми полосками, снизу голубовато-зелёные[10]. Иногда имеет несколько вершин. Считается более холодостойкой, чем 'Compressa'[5].
- 'Suecica Major' — синоним 'Major'.
- 'Suecica Variegata'

## T
- 'Tage Lundell' — коническая карликовая форма[16]. Высота до 182 см, ширина около 60 см. Хвоя ярко-зелёная, частично жёлтая[5].
- 'Taurifolia' (условное название). Карликовая форма похожая на 'Compressa'. Упоминается в Mitsch Nursery Catalog 1977[5].
- 'Tempelhof' Konijn Nurseries, 1966. Голландия[5]. Медленно растущая форма с куполовидной кроной. Взрослые растения могут достигать высоты 1,5 м. Хвоя густо расположена, зелёная летом и коричневатая в зимний период[16].
- 'Tigerstedtii'. Пирамидальная форма[5].
- 'Trollii'
- 'Tunheim'

## U
- 'Uinta'

## V
- 'Variegated Aurea'
- 'Vase' D. Hill Nursery, около 1936 (syn.: 'Vasey'?, 'Vase-shaped'). США. Вазообразная форма. Ветви изогнутые, расположены под углом 60°. В возрасте 10 лет высота 150—180 см. Хвоя длиной 8—12 мм, тёмно-сине-зелёная с серебряным, тёмно-коричневых оттенков в зимний период. Контраст зеленого и серебряного сильный[5].
- 'Velebit' — карликовая, стелющаяся форма. Высота 15—30 см. Хвоя имеет длину 10—13 мм, бронзово-зелёная[5][44].
- 'Vemboe'. Столбчатая форма. Хвоя сине-зелёная[5].
- 'Vlierskov'
- 'Volcano'. Найден в одном из парков  Швеции. Вазообразная карликовая форма. Хвоя серебристо-серая[5].

## W
- 'Wallis' Bressingham Nur., 1981. Голландия. Вертикальная форма. Крона плотная. Высота 1,5-2 м. Побеги отклонённые[5].
- 'Weckii'. Узкая, колонновидная форма[5]. ветви тонкие восходящие; мутовки листьев частично двух-четырёхчленные; листья длиной 1,5—2 см, шишки диаметром 4—5 мм; встречается в Центральной Европе.
- 'Wilseder Berg'. Вертикальная форма. Обнаружена Хорсманном в районе Люнебургской пустоши[45].
- 'Windsor Gem'. Карликовая, стелющаяся форма с зелёной хвоей. Сходна с 'Effusa' (но хвоя более тёмная) и 'Minima'[16].

## Y
- 'Youngii'

## Z
- 'Zeal'. Карликовая, вертикальная форма[11]. Хвоя тёмно-сине-зелёная с различными серебряными полосками[5].